# Телма Калама
Телма Калама (англ. Thelma Kalama, 24 березня 1931 — 17 травня 1999) — американська плавчиня.
Олімпійська чемпіонка 1948 року.